# Prima Love
Prima Love je třetí program televize Prima, který začal vysílat 8. března 2011.

## Historie
Společnost FTV Prima získala v červenci 2008 licenci pro svůj druhý kanál s označením Prima Klub. Spolu s nástupem ekonomické krize se televize rozhodla spuštění kanálu odložit a mezitím se jí podařilo v dubnu 2009 spustit druhý kanál Prima Cool.
Vzhledem k zákonné povinnosti začít vysílat nejpozději rok po udělení licence, musel být tento kanál spuštěn nejpozději v červenci 2009. FTV Prima proto požádala Radu pro rozhlasové a televizní vysílání o změnu licenčních podmínek kanálu Prima Klub a od 15. června 2009 spustila nový projekt, stanici R1. Tím se televizi Prima podařilo udržet si licenci na třetí kanál. V únoru 2011 opět požádala o změnu licenčních podmínek a jelikož bylo vyhověno, byl kanál od 8. března přejmenován na Prima Love a vysílá celodenně a na samostatné pozici. Z kanálu Prima Cool se sem navíc přesunulo regionální zpravodajství, kterému byl vyhrazen prostor každý všední den mezi šestou a osmou hodinou ranní.
V současnosti se regionální zpravodajství nekoná.

## Logo

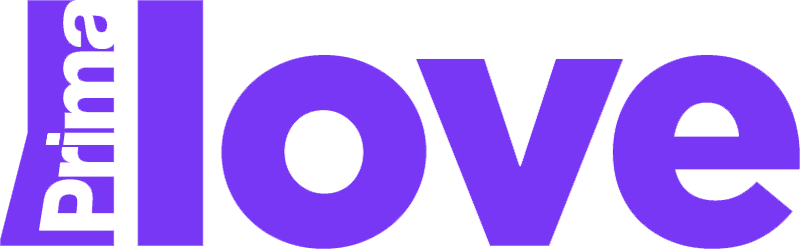
Logo používané během let 2013–2018

Prima Love měla původně růžové logo. V srpnu roku 2013 změnila logo z růžového na fialové s cílem oslovit více mužů. Spolu s logem se změnil také promo slogan „Prima Love, spojuje nás…“, web a grafika stanice. V roce 2018 bylo logo změněno zpět na růžové společně se vznikem kanálu Prima Krimi. V roce 2021 vznikl kanál Prima Star, jehož staniční barva je právě fialová, barva má podle Marka Singera symbolizovat srdečnost.

## Program
Program televize se skládá hlavně z amerických seriálů, např. Zoufalé manželky, Chirurgové, Sex ve městě, Ally McBealová, Fraiser, Kancelářská krysa, Čarodějky, Sabrina – mladá čarodějnice, Super drbna, Chůva k pohledání, Prolhané krásky, ale i z repríz původních seriálů, např. Rodinná pouta a Letiště. V roce 2012 mohli diváci Prima Love sledovat česko-slovenskou reality show Hotel Paradise, druhou sérii amerického X Factoru či show Amerika má talent.

## Telenovely
| Původní název               | Český název                | Premiéra           | Ukončení série                    | Repríza                                                                 |
| --------------------------- | -------------------------- | ------------------ | --------------------------------- | ----------------------------------------------------------------------- |
| Alguien Te Mira             | Někdo se dívá              | 5. dubna 2012      | 13. září 2012                     |                                                                         |
| Alisa – Folge deinem Herzen | Alisa – Jdi za svým srdcem | 18. října 2012     | 20. srpna 2013                    |                                                                         |
| Binbir Gece                 | Tisíc a jedna noc          | 2. dubna 2018      | 30. června 2018                   | 1. dubna 2019 – 30. června 2019                                         |
| Dallas                      | Dallas                     | 25. března 2013    | prosinec 2014                     |                                                                         |
| ¿Dónde Está Elisa?          | Eliso, vrať se!            | 17. listopadu 2011 | 4. dubna 2012                     | 23. července 2013 – 3. listopadu 2013                                   |
| El Rostro de Analía         | Pravá tvář vášně           | 8. března 2011     | 7. září 2011                      | 30. srpna 2013 – únor 2014                                              |
| Ezel                        | Ezel                       | 28. srpna 2011     | 21. dubna 2012                    | 5. ledna 2013 – 15. září 2013                                           |
| Marina                      | Marina                     | 8. září 2011       | 23. února 2012                    | 4. února 2013 – 22. července 2013                                       |
| Más Sabe el Diablo          | Pravá a levá ruka ďábla    | 8. března 2011     | 16. listopadu 2011                | 1. března 2013 – 29. srpna 2013                                         |
| Velvet                      | Velvet                     | 13. října 2018     | leden 2019                        |                                                                         |
| Dolunay                     | Příchuť lásky              | 19. listopadu 2018 | 29. prosince 2018                 | 21. října 2019 – 30. listopadu 2019                                     |
| La Usurpadora               | Dvě tváře lásky            | 29. prosince 2018  | 18. února 2019                    |                                                                         |
| Sin tu Mirada               | Slepá láska                | 10. června 2019    | 5. srpna 2019                     |                                                                         |
| Cuando Seas Mía             | Hříšná láska               | 24. února 2012     | 17. října 2012                    | 4. listopadu 2013 – červen 2014, 23. července 2018 – 18. listopadu 2018 |
| Siempre Tuya Acapulco       | Láska až za hrob           | 3. února 2019      | 5. srpna 2019 – 19. prosince 2019 | 2019–2020                                                               |
| Cuidado con el Ángel        | Nespoutaný anděl           | 28. ledna 2013     | 8. října 2014                     |                                                                         |

## Vysílání
Televizi je možno naladit v DVB-T2 Multiplexu 22. Kanál musí do své nabídky zařadit i satelitní, kabeloví a IPTV operátoři.